# Joanna Kulig
Joanna Kulig   (Krynica-Zdrój, 24 de juny de 1982) és una actriu i cantant polonesa. Una de les seves germanes, Justyna Schneider, també és actriu i va adoptar el cognom de la seva besàvia per a evitar confusions, ja que els seus noms són semblants.

## Trajectòria
Coneguda per actuar en diferents idiomes, ha treballat en cinema, televisió i ràdio, així com al teatre. Ha rebut un premi de Cinema Europeu i dos premis de Cinema Polonès, i el seu treball ha estat reconegut en diversos festivals de cinema. El 2018, la revista polonesa Wprost la va incloure entre les 50 poloneses més influents per les seves contribucions al cinema polonès.
Després d'un intent infructuós de carrera com a cantant de jazz, Kulig es va matricular a l'Akademia Sztuk Teatralnych (AST) de Cracòvia, on es va graduar el 2007. Va començar a actuar a l'escenari mentre encara estava a l'escola de teatre, debutant a l'obra El somni d'una nit d'estiu. El seu primer paper protagonista al drama del 2007 Sroda czwartek rano li va valer el premi al millor debut al Festival de Cinema de Gdynia. Va rebre més elogis per la seva actuació a la pel·lícula Elles (2011), que va merèixer el premi a la millor actriu secundària als premis de Cinema Polonès i al Festival de Cinema de Gdynia.
Kulig es va fer coneguda per les seves col·laboracions amb el director Paweł Pawlikowski. Va aparèixer a tres de les seves pel·lícules: La femme du vème (2011), Ida (2013) i Guerra freda (2018). El seu paper protagonista en l'última li va valer els reconeixements a la millor actriu als premis del Cinema Europeu i als premis del Cinema Polonès. Va tenir papers secundaris a les pel·lícules dramàtiques Nieulotne (2013), Les innocents (2016) i Kobieta z... (2023), i va aconseguir l'èxit comercial amb Pitbull: Niebezpieczne kobiety (2016) i Kler (2018), que es van situar entre les pel·lícules poloneses més taquilleres de tots els temps. A la televisió va interpretar el paper principal a la comèdia O mnie się nie martw (2014-2018) i va protagonitzar la sèrie de Netflix The Eddy (2020). Va fer el seu debut al cinema estatunidenc a la comèdia romàntica del 2023 She Came to Me, seguida d'un paper a la pel·lícula Knox Goes Away (2023). El 2023 es va convertir en membre de l'Acadèmia de les Arts i les Ciències Cinematogràfiques.